# Saiinka, Cernivți
Saiinka (în ucraineană Саїнка) este localitatea de reședință a comunei Saiinka din raionul Cernivți, regiunea Vinnița, Ucraina.

## Demografie
Componența lingvistică a localității Saiinka
     Ucraineană (99,46%)
     Alte limbi (0,43%)
Conform recensământului din 2001, majoritatea populației localității Saiinka era vorbitoare de ucraineană (99,46%), existând în minoritate și vorbitori de alte limbi.